# Atelothrus depressus
Atelothrus depressus är en skalbaggsart som beskrevs av Sharp 1903. Atelothrus depressus ingår i släktet Atelothrus och familjen jordlöpare.

## Underarter
Arten delas in i följande underarter:
- A. d. depressus
- A. d. fuscipes